# Слав'янка Стоянова
Слав'янка Стоянова (мак. Славјанка Стојанова; 25 січня 1953, Светі-Николе) — македонський політик, депутат у першому парламентському складі Зборів Македонії.

## Біографія
Початкову освіту та гімназію закінчила у своєму рідному місті, потім навчалася в університеті на економічному факультеті у Скоп'є. Після закінчення факультету працевлаштована в Службі соціального обліку у Светі-Николе і майже 10 років працювала там аналітиком. У 1986 році обрана муніципальною радою Светі-Николе на посаду начальника управління доходів і фінансів. У 1989 році обрана Радою головою Виконавчої ради муніципалітету і одночасно виконувала обидві функції.
У 1990 році, коли в Македонії відбулися перші багатопартійні вибори, її обрали депутатом від партії СКМ—ПДП, як одну з п'яти жінок-депутатів від усіх партій по всій країні. Була членом Конституційної комісії в той час, коли розроблялася та утверджувалася Конституція Македонії. Також була головою Комітету з питань фінансів та бюджету протягом свого мандату, активно брала участь у розгляді та пропонуванні законодавства в галузі фінансів та бюджетів, включаючи запровадження денара як валюти в Македонії. Наприкінці свого мандату, наприкінці 1994 р., працевлаштована у Національному банку Республіки Македонія на посаді директора дирекції з досліджень. У лютому 1996 року її обрали заступником міністра фінансів Асамблеєю Республіки Македонія. Вона також є головою Комісії з платіжної трансформації та Комісії з податку на додану вартість. Брала участь у підписанні угод про подвійне оподаткування та угод про захист інвестицій.
У 1998 році повернулася до Національного банку Македонії як радник Управління губернатора. У 2004 році її призначили директором дирекції із загальних питань та обіймала цю посаду до 2007 року. З 2007 по 2015 роки працювала радником губернатора в керівництві НБРМ. У відставці з березня 2015 року. Проживає в Светі-Николе.